# 圣若望堂 (第戎)

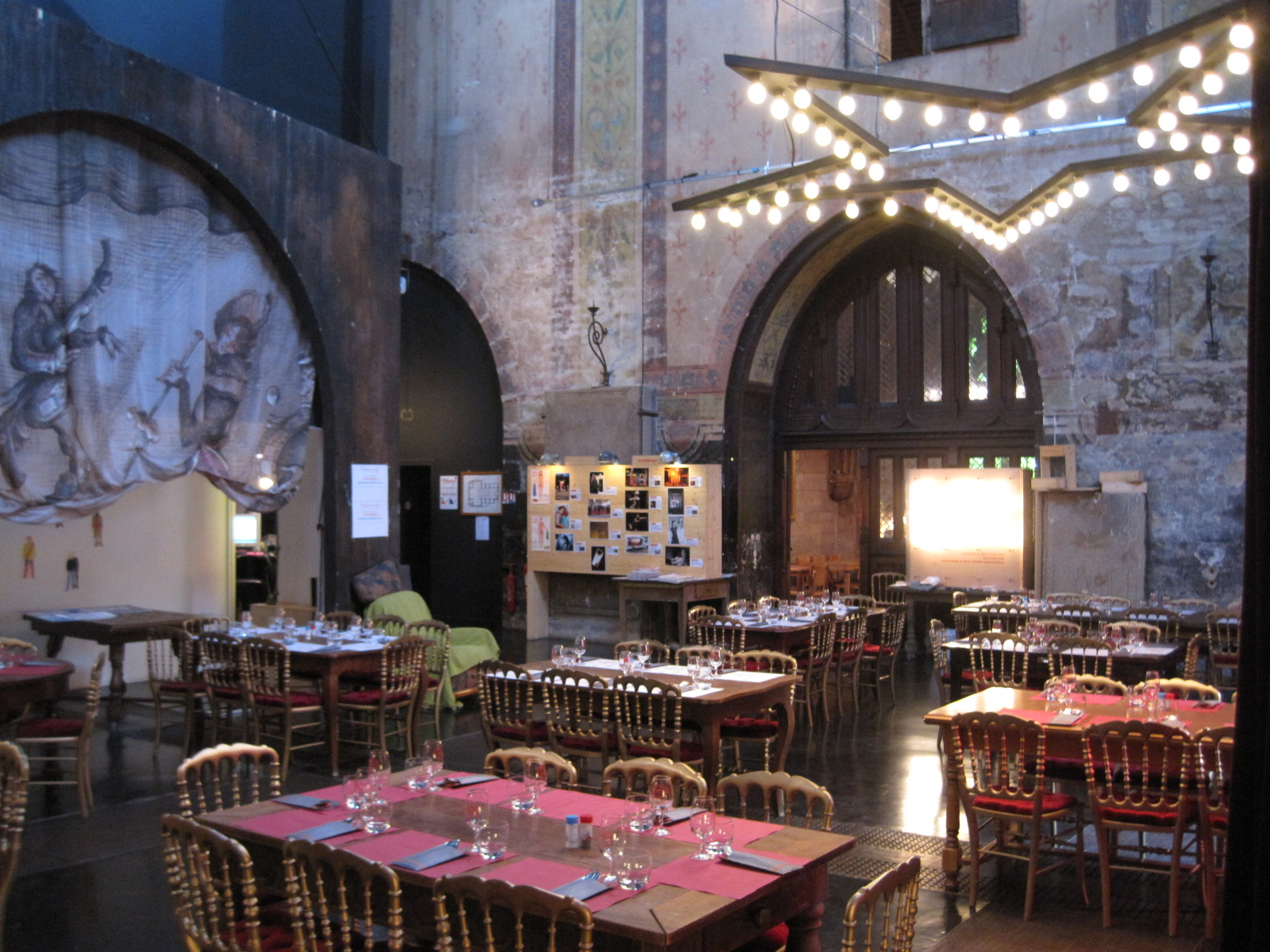
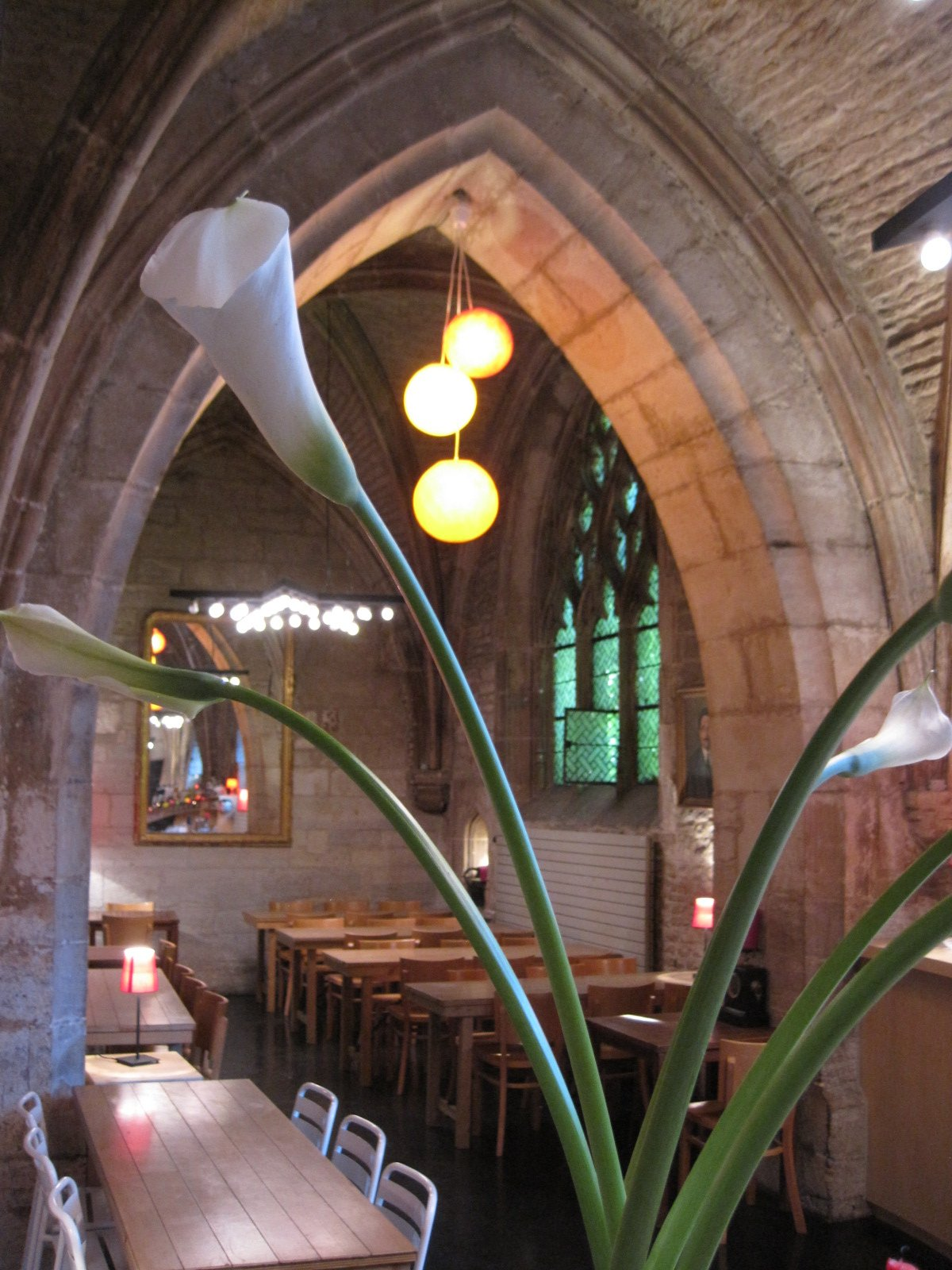

第戎圣若望堂（Église Saint-Jean de Dijon）是一个原天主教教堂，哥特式风格，建于1448到1470年，位于法国勃艮第第戎。
该建筑于1862年列为法国历史古迹。1972年教堂关闭，1974年改为第戎-勃艮第剧院（Théâtre Dijon-Bourgogne）。2015年作为“勃艮第葡萄园”的一部分列为世界遗产。

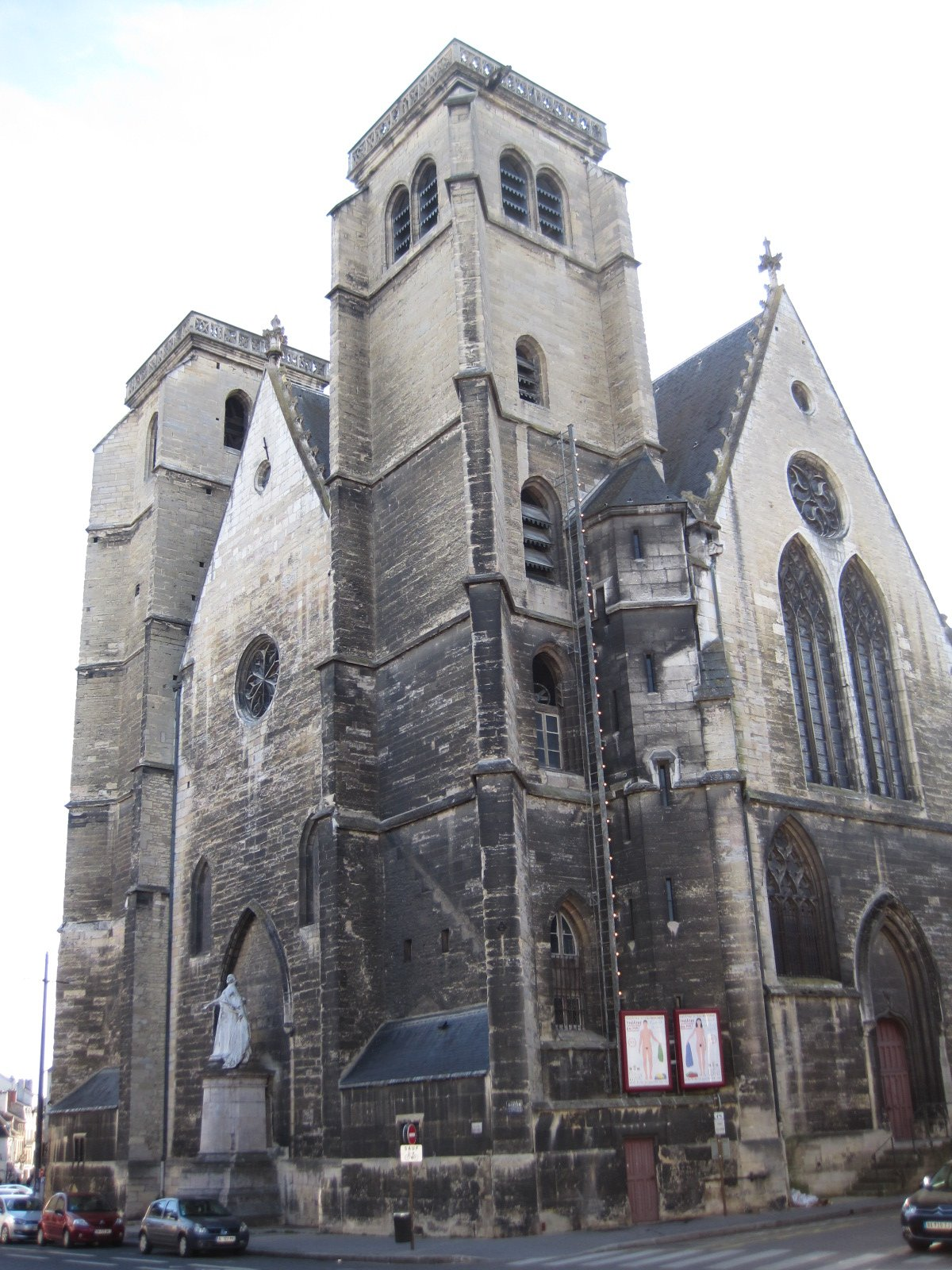
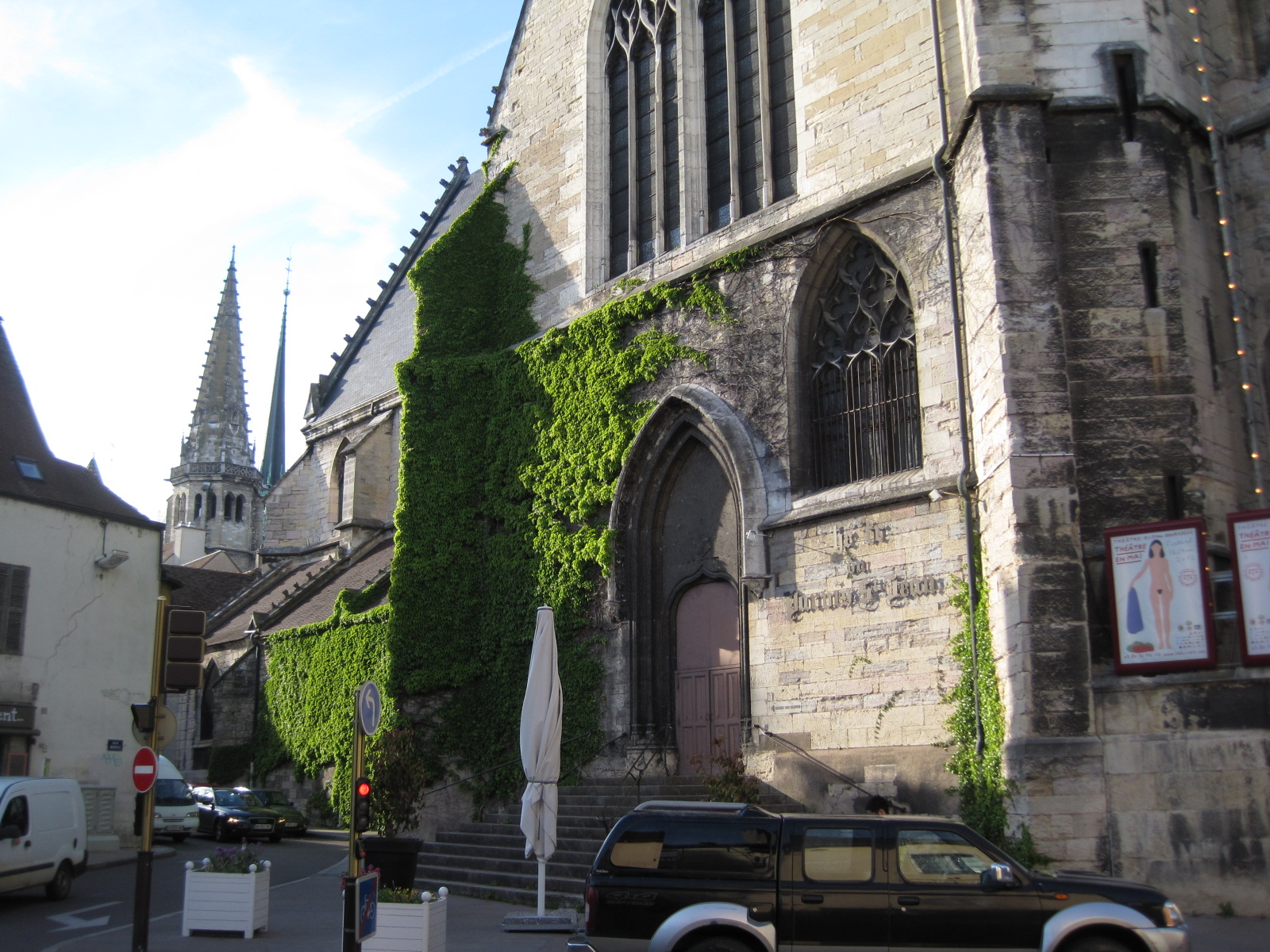

 